# 浄蓮寺 (行橋市)
浄蓮寺（じょうれんじ）は、福岡県行橋市大橋にある浄土真宗本願寺派の寺院。山号は亀谷山。本尊は阿弥陀如来（南無阿弥陀仏）。

## 所在地
福岡県行橋市大橋2丁目4-6

## 略歴
- 1603年（慶長8年）小倉城下町縄張りにて本堂建立、浄喜寺二世（村上壱岐守）良祐を開基とする。
- 1608年（慶長10年）本願寺より亀谷山浄蓮寺の寺号下る。
- 1647年（正保4年）本願寺良如上人より三朝高僧真影上宮大師親鸞聖人、准如上人真影下さる。
- 1676年（延宝4年）丙辰、永照寺より、浄蓮寺八世が幼少につき、年頭の御挨拶ができず、御目見寺院のつとめに対する御詫び覚書を小倉藩寺社奉行に提出した。
- 1693年（元禄6年）九世浄圓幼少につき、永照寺より寺社奉行に宛てた口上之覚書あり、時に浄圓十歳。
- 1718年（享保3年）十世梅谷代　本堂再建。六間、七間瓦葺、春日御作の本尊阿弥陀如来（木造）御長二尺六寸を安置。
- 1746年（延享3年）浄蓮寺末庵、正山庵建立。庵主光慶を開基、境内96坪。
- 1749年（宝暦8年）鐘堂建立。（八尺四方瓦葺）
- 1753年（宝暦11年）山門建立。（一間半、二間瓦葺）
- 1765年（明和2年）浄蓮寺末庵、末江村道場を建立、大悟を開基とする。
- 1775年（安永4年）本願寺法如上人より湛如上人畫像下賜、願主十世梅谷。
- 1785年（天明5年）浄蓮寺末庵喜楽庵を建立、庵主義道開基、境内45坪。
- 1799年（寛政11年）浄蓮寺平等庵建立、宝雲を開基とす。境内40坪。
- 1805年（文化2年）本願寺本如上人より蓮如上人畫像下賜、願主十二世雪厳。
- 1821年（文政4年） 本願寺本如上人より文如上人畫像下賜、願主十三世恵明。
- 1828年（文政11年）大橋大火により類焼。
- 1832年（天保3年）本願寺広如上人より本如上人畫像下賜、願主十三世恵明。
- 1842年（天保13年）大橋村大火、当山焼失。
- 1843年（天保14年）再建、第十三世恵明代。
- 1984年（昭和59年）本願寺第二十四代即如御門主御親修　本堂落慶法要厳修。

## 歴代住職
- 開基　了秀
- 第二世　了閑
- 第三世　了以
- 第四世　長玄
- 第五世　浄念
- 第六世　玄以
- 第七世　月舟
- 第八世　玄舟
- 第九世　浄圓
- 第十世　梅谷
- 第十一世 良周
- 第十二世 雪厳
- 第十三世 恵明
- 第十四世 恵雲
- 第十五世 良雲（廃仏毀釈により辞退）
- 第十五世 良浄
- 第十六世 隆真
- 第十七世 令之
- 第十八世（現在）村上信哉